# Reserva Natural de Suigu
A Reserva Natural de Suigu é uma reserva natural localizada no condado de Lääne-Viru, na Estónia.
A área da reserva natural é de 83 hectares.
A área protegida foi fundada em 1976 para proteger a floresta primitiva de Suigu.